# Oligosoma aeneum
Espèce
Synonymes
- Cyclodina aenea Girard, 1857
- Hombronia undosa Girard, 1857
- Lygosoma aeneum (Girard, 1857)
- Leiolopisma aeneum (Girard, 1857)

Oligosoma aeneum est une espèce de sauriens de la famille des Scincidae.

## Répartition
Cette espèce est endémique de l'Île du Nord en Nouvelle-Zélande.

## Description
C'est un saurien vivipare.

## Étymologie
Le nom spécifique aeneum vient du latin aeneus, de cuivre, de bronze, d'airain, en référence à la couleur de ce saurien.

## Publication originale
- Girard, 1858 "1857" : Descriptions of some new Reptiles, collected by the US. Exploring Expedition under the command of Capt. Charles Wilkes, U.S.N. Fourth Part. Proceedings of the Academy of Natural Sciences of Philadelphia, vol. 9, p. 195-199 (texte intégral).